# Райс (округ, Канзас)
Шаблон:StateAbbr_ 38°21′ пн. ш. 98°12′ зх. д. / 38.35° пн. ш. 98.2° зх. д.
Округ Райс (англ. Rice County) — округ (графство) у штаті Канзас, США. Ідентифікатор округу 20159.

## Історія
Округ утворений 1867 року.

## Демографія
За даними перепису 
2000 року 
загальне населення округу становило 10761 осіб, зокрема міського населення було 6161, а сільського — 4600.
Серед мешканців округу чоловіків було 5163, а жінок — 5598. В окрузі було 4050 домогосподарств, 2832 родин, які мешкали в 4609 будинках.
Середній розмір родини становив 2,97.
Віковий розподіл населення поданий у таблиці:
| Стать    | До 15 років | 15-21 | 22-29 | 30-39 | 40-49 | 50-65 | 65-85 | Понад 85 |
| -------- | ----------- | ----- | ----- | ----- | ----- | ----- | ----- | -------- |
| Чоловіки | 1077        | 740   | 436   | 584   | 766   | 773   | 693   | 94       |
| Жінки    | 1037        | 804   | 455   | 618   | 723   | 814   | 944   | 203      |

## Суміжні округи
- Еллсворт — північ
- Макферсон — схід
- Ріно — південь
- Стаффорд — південний захід
- Бартон — північний захід

## Виноски
1. ↑  U.S. Decennial Census. United States Census Bureau. Архів оригіналу за 26 квітня 2015. Процитовано 28 липня 2014.
2. ↑  Historical Census Browser. University of Virginia Library. Архів оригіналу за 11 серпня 2012. Процитовано 28 липня 2014.
3. ↑  Population of Counties by Decennial Census: 1900 to 1990. United States Census Bureau. Процитовано 28 липня 2014.
4. ↑  Census 2000 PHC-T-4. Ranking Tables for Counties: 1990 and 2000 (PDF). United States Census Bureau. Процитовано 28 липня 2014.
5. ↑  State & County QuickFacts. United States Census Bureau. Архів оригіналу за 6 серпня 2011. Процитовано 28 липня 2014.(англ.) Наведено за англійською вікіпедією.
6. ↑  American FactFinder. Бюро перепису населення США. Архів оригіналу за 26 лютого 2012. Процитовано 31 січня 2008.

| США | Це незавершена стаття з географії США. Ви можете допомогти проєкту, виправивши або дописавши її. |